# Oribotritia gladiola
Oribotritia gladiola är en kvalsterart som beskrevs av Wojciech Niedbała 2006. Oribotritia gladiola ingår i släktet Oribotritia och familjen Oribotritiidae. Inga underarter finns listade i Catalogue of Life.